# Ma Jae-Yoon

Ma Jae-Yoon, nascido em 23 de novembro de 1987, conhecido pelo nick sAviOr (antigamente IPXZerg), e apelidado de "The Maestro" ("O Maestro") pelo seu estilo diferente, era um jogador de StarCraft. Ele joga com a raça Zerg e é um dos jogadores mais bem sucedidos e populares de todos os tempos.

## Time
Ma Jae-Yoon era um membro do time CJ Entus, um time profissional de StarCraft: Brood War patrocinado pela CJ CGV, uma subsidiária da CJ Corporation.

## Sucesso

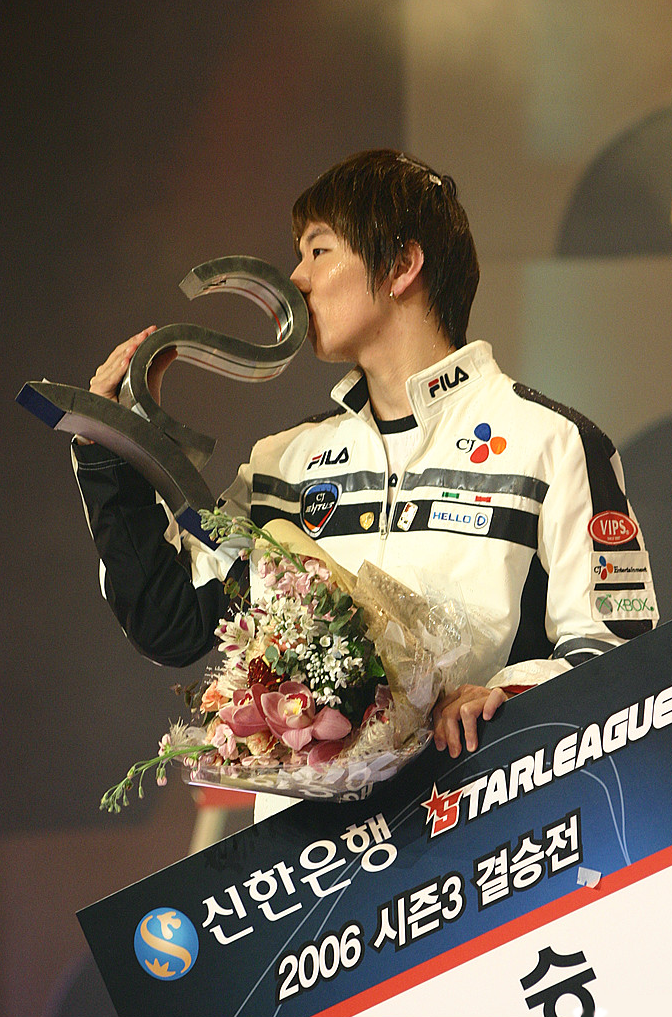
Ma Jae-Yoon após vencer a Shinhan Bank Starleague de 2006

Ma Jae-Yoon já esteve no rank #1 da KeSPA nove vezes; apenas JulyZerg tem mais primeiro lugares na raça Zerg, com onze. sAviOr é amplamente considerado como sendo o profissional mais dominante de 2006 no Brood War. Ele venceu três MSLs e uma OSL. Ma Jae-Yoon alcançou sucesso através de seu revolucionário macromanagement, estilo defensivo e timings cruciais.

## Anos Recentes
Durante as temporadas de 2007-2008, Ma Jae-Yoon perdeu diversas partidas importantes. Especialmente nas últimas temporadas, onde foi eliminado no primeiro round de ambas MSL e OSL com um recorde de 0 a 5. Uma teoria sobre o declínio da sua performance durante esse período é que ele ficou abalado e nunca se recuperou da sua derrota por 0 a 3 para Bisu nas finais da primeira temporada da GOM TV MSL, em 3 de Março de 2007; e logo após, em Novembro de 2007, ele perdeu novamente para Bisu nas quartas de final da Ever OSL de 2007 por 1 a 2.
Ma Jae-Yoon esteve no rank #5 da KeSPA em Março de 2008, com 1540.5 pontos, estava atrás de Jaedong (2400.3), Bisu (2302.6), Stork (2219.6), e Flash (1,747.5).
Sua carreira atingiu uma crise quando ele falhou ao passar do primeiro round da EVER OSL de 2008. Ele perdeu para o novato Spear, e então para o seu velho rival, NaDa. Recentemente ele participou de muitas partidas 2v2 do CJ Entus, mas ainda não jogando partidas 1v1 na liga profissional nessa temporada. Ele foi rebaixado para o time B do CJ Entus, mas sua performance melhorou logo após, retornando para o time A em 21 de Julho, 2008.
Ma Jae-Yoon atingiu 8 vitórias e 1 derrota e venceu o torneio BlizzCon de 2008, derrotando Nada por 2 a 0 nas finais. Logo após, numa entrevista, ele afirmou que "iria destruir todo mundo em 2009".
Em Setembro de 2009, Ma Jae-Yoon deu uma entrevista onde disse que finalmente havia superado os problemas, e disse "esperem por minha vitória na Starleague". Desde então ele foi visto em todas as partidas da liga profissional, mas ainda não mostrou sinais da entrevista se tornando realidade.

## Escândalo das partidas combinadas
Em 13 de Abril de 2010, ele foi acusado num escândalo de trapaças envolvendo diversos jogadores profissionais Coreanos, sites ilegais de apostas, e alegações de jogos sendo perdidos deliberadamente. Em Maio, foi alegado que "O Maestro" teria sido um dos líderes do esquema que viu pelo menos 12 partidas sendo perdidas deliberadamente e onze jogadores profissionais (antigos e atuais) acusados. Ele foi subsequentemente banido para sempre das competições profissionais e foi reportado que todos os prêmios e realizações haviam sido revocados.

## Maiores realizações
- 1° lugar, 2008 Blizzcon 2008 Tournament
- 3° lugar, 2007 World Cyber Games - finais da Coreia do Sul
- 2° lugar, 2007 Shinhan Bank Ongamenet Masters
- 1° lugar, 2006–2007 Shinhan Bank Ongamenet Starleague Season 3
- 2° lugar, 2006–2007 GOM TV MBCGame Starleague Season 1
- 1° lugar, 2006 Pringles MBCGame Starleague Season 2
- 1° lugar, 2006 Pringles MBCGame Starleague Season 1
- 2° lugar, 2005–2006 Cyon MBCGame Starleague
- 1° lugar, 2005 UZOO MBCGame Starleague